# Berhanu Shiferaw
Berhanu Shiferaw Tolcha (31 mei 1993) is een Ethiopische langeafstandsloper, die is gespecialiseerd in de marathon. Met zijn persoonlijk record van 2:04.48 behoort hij tot de 40 snelste marathonlopers ter wereld.

## Biografie
Aan het begin van zijn sportcarrière richtte Shiferaw zich op de 3000 m steeple, maar stapte in 2011 over op de marathon. In 2012 won hij de marathons van Taiyuan en Ljubljana. Een jaar later nam hij deel aan de marathon van Dubai. Met een tijd van 2:04.48 eindigde hij slechts drie seconden achter zijn landgenoot Lelisa Desisa. Met zijn tweede plaats verdiende hij $ 60.000 aan prijzengeld.
In 2013 zou Shiferaw meedoen aan de marathon van Rotterdam, maar moest zich wegens een blessure afmelden.

## Persoonlijke records
Baan
| Onderdeel      | Prestatie | Datum        | Plaats     |
| -------------- | --------- | ------------ | ---------- |
| 5000 m         | 14.09,37  | 10 juli 2011 | Turijn     |
| 2000 m steeple | 5.37,32   | 12 juli 2009 | Bressanone |
| 3000 m steeple | 8.34,30   | 31 mei 2015  | Forbach    |

Weg
| Onderdeel      | Prestatie | Datum           | Plaats |
| -------------- | --------- | --------------- | ------ |
| halve marathon | 1:01.25   | 18 april 2010   | Rabat  |
| marathon       | 2:04.48   | 25 januari 2013 | Dubai  |

## Palmares

### 2000 m steeple
- 2009: 5e WK U18 - 5.37,32

### halve marathon
- 2010:  halve marathon van Rabat - 1:01.25

### marathon
- 2011: 6e marathon van Marrakech - 2:12.12
- 2011: 4e marathon van Ljubljana - 2:09.19
- 2012: 5e marathon van Milaan - 2:11.54
- 2012:  marathon van Taiyuan - 2:08.58
- 2012:  marathon van Ljubljana - 2:09.40
- 2013:  marathon van Dubai - 2:04.48
- 2015: 9e marathon van Seoel - 2:11.01
- 2015:  marathon van Peking - 2:11.37